# مندوب إسرائيل الدائم لدى الأمم المتحدة

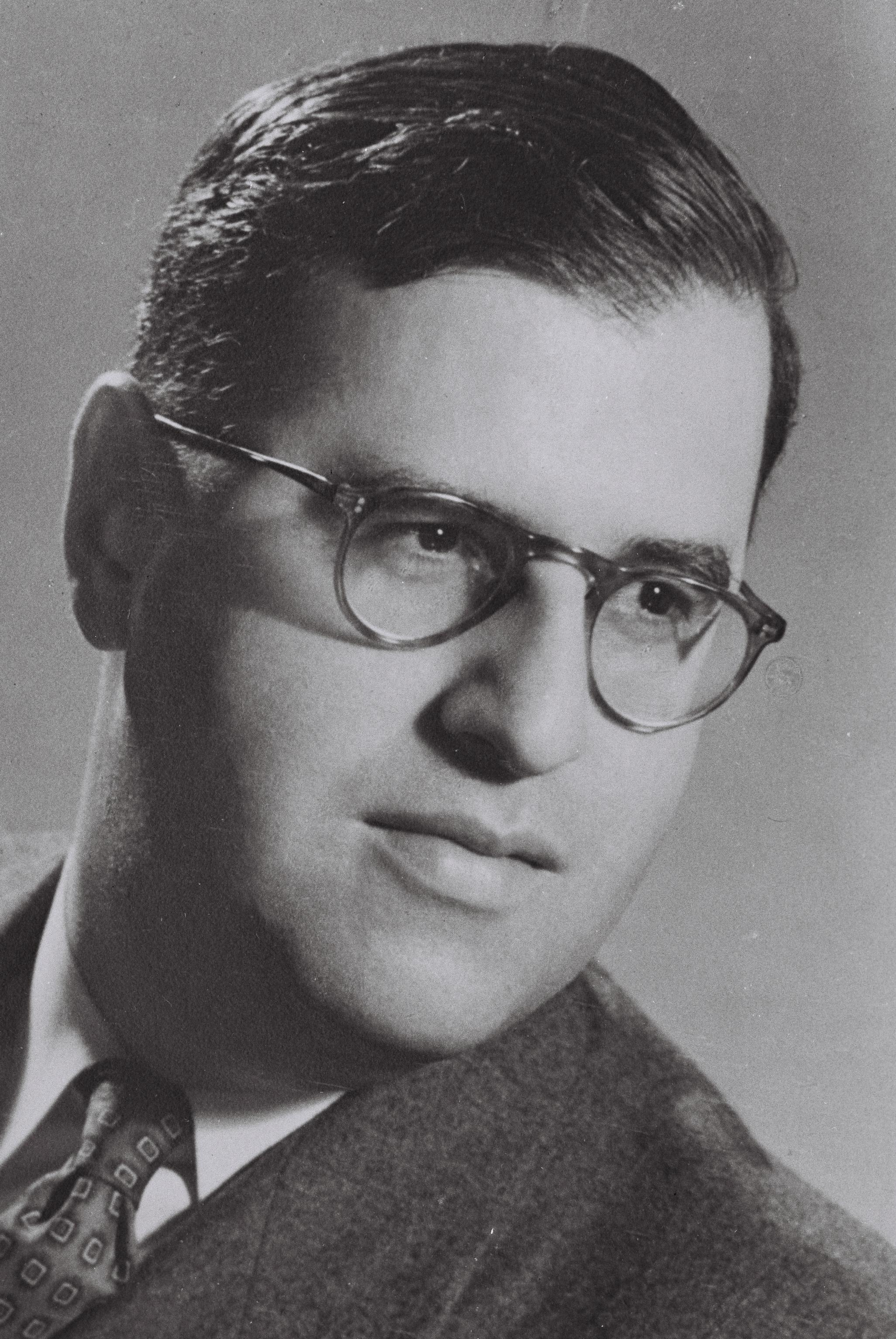
أبا إيبان اول شاغل لمنصب مندوب اسرائيل في الامم المتحدة بين عامي 1949-1959

الممثل الدائم لإسرائيل لدى الأمم المتحدة، هو سفير إسرائيل الفعلي لدى الأمم المتحدة، بدرجة سفير فوق العادة ومفوض.

## البعثة الدائمة
كان أول ظهور لمندوب إسرائيل في الأمم المتحدة عام 1949 حيث عُين السياسي أبا إيبان في عهد رئيس الوزراء دافيد بن غوريون والرئيس الأمريكي هاري ترومان، وشغل المنصب بين عامي 1949-1959 في عهد الامين العام للأمم المتحدة كان تريغفي لي وداغ همرشولد.
البعثة الدائمة لإسرائيل لدى الأمم المتحدة هي البعثة الدبلوماسية لدولة إسرائيل لدى الأمم المتحدة في نيويورك. يرأس البعثة الدائمة السياسي داني دانون من عام 2015، حيث قدم دانون أوراق اعتماده إلى نائب الأمين العام للأمم المتحدة يان إلياسون في 19 أكتوبر 2015. في 11 مايو 2020 أعلن نتنياهو وزير الأمن الداخلي السابق جلعاد إردان، بمنصب سفير إسرائيل الجديد لدى الأمم المتحدة وسفيرًا لدى الولايات المتحدة معا، بعد انتخابات 2020. نائب الممثل الدائم لإسرائيل لدى الأمم المتحدة هو السفير نوعا فورمان.
تضم البعثة الدائمة لإسرائيل لدى الأمم المتحدة ما يقرب من 30 موظفا، بما في ذلك دبلوماسيون من وزارة الخارجية وموظفون مدنيون. ويقومون بإعداد القرارات والنصوص والتفاوض بشأنها لاعتمادها من قبل مختلف أجهزة الأمم المتحدة.
ينظم موظفو البعثة زيارات السلطات الإسرائيلية إلى مقر الأمم المتحدة، لا سيما خلال المناقشة العامة التي تفتتح الدورة السنوية للجمعية العامة للأمم المتحدة، والتي تعقد تقليديًا في سبتمبر.

## القائمة
| #  | الاسم                   | سنوات العمل | الأمين العام للأمم المتحدة | رئيس وزراء إسرائيل                    |
| -- | ----------------------- | ----------- | -------------------------- | ------------------------------------- |
| 1  | أبا إيبان               | 1949-1959   | تريغفي لي، داغ همرشولد     | بن غوريون، شاريت                      |
| 2  | مايكل كوماي             | 1960-1967   | يو ثانت                    | بن غوريون، اشكول                      |
| 3  | جدعون رافائيل           | 1967-1968   | يو ثانت                    | اشكول                                 |
| 4  | يوسف تكواح              | 1968-1975   | يو ثانت، فالدهايم          | اشكول، مئير، رابين                    |
| 5  | حاييم هرتزوغ            | 1975-1978   | فالدهايم                   | رابين، بيغن                           |
| 6  | يهودا بلوم              | 1978-1984   | فالدهايم، دي كوييار        | بيغن، شامير                           |
| 7  | بنيامين نتنياهو         | 1984-1988   | دي كوييار                  | شامير، بيريز، شامير                   |
| 8  | يوحنان بين [الإنجليزية] | 1988-1990   | دي كوييار                  | شامير                                 |
| 9  | يورام أريدور            | 1990-1992   | دي كوييار، بطرس غالي       | شامير                                 |
| 10 | جاد يعقوبي              | 1992-1996   | بطرس غالي                  | رابين، بيريز                          |
| 11 | دور جولد                | 1996-1999   | بطرس غالي، عنان            | نتنياهو                               |
| 12 | يهودا لانكري            | 1999-2002   | عنان                       | باراك، شارون                          |
| 13 | دان جيلرمان             | 2002-2008   | عنان، بان كي مون           | شارون، أولمرت                         |
| 14 | غابرييلا شاليف          | 2008-2010   | بان كي مون                 | أولمرت، نتنياهو                       |
| 15 | ميرون روبن              | 2010-2011   | بان كي مون                 | نتنياهو                               |
| 16 | رون بروسور              | 2011-2015   | بان كي مون                 | نتنياهو                               |
| 17 | داني دانون              | 2015-2020   | بان كي مون، غوتيريش        | نتنياهو                               |
| 18 | جلعاد اردان             | 2020–       | غوتيريس                    | نتنياهو، بينيت، يائير لابيد - نتنياهو |

## أنظر أيضا
- قائمة سفراء إسرائيل إلى الولايات المتحدة الأمريكية
- إسرائيل والأمم المتحدة
- مجلس الأمن التابع للأمم المتحدة
- الجمعية العامة للأمم المتحدة
- رقابة الأمم المتحدة

## الروابط الخارجية
- البعثة الدائمة لإسرائيل لدى الأمم المتحدة - عن البعثة
- وزارة الخارجية الإسرائيلية – البعثات الدبلوماسية في الخارج: وضع العلاقات